# Serie A (Svizzera)
La Serie A è stata il massimo campionato svizzero di calcio tra il 1898 ed il 1930. Organizzata dall'Associazione Svizzera di Football, vide competere un numero di squadre variabile, generalmente suddivise in tre gironi geografici (Est, Centro, Ovest) e una fase finale per l'assegnazione del titolo tra le vincitrici dei gironi.
Le ultime classificate venivano, di norma, retrocesse in Serie B (in seguito rinominata Serie Promozione). Questo perché l'ammissione in Serie A non era garantita dal fattore sportivo, ma richiedeva un'esplicita approvazione da parte della federazione.

## Storia

### I primi anni
Dopo una prima edizione non ufficiale, organizzata dal quotidiano La Suisse Sportive, a partire dalla stagione 1898-1899 venne organizzato regolarmente il campionato svizzero di calcio. Alla prima edizione presero parte solo dieci squadre, suddivise in tre gironi geografici. La formula del torneo era ad eliminazione diretta, infatti solo con la stagione successiva (1899-1900) vennero introdotti i gironi all'italiana con partite di andata e ritorno, le cui vincitrici si qualificavano per il girone finale.

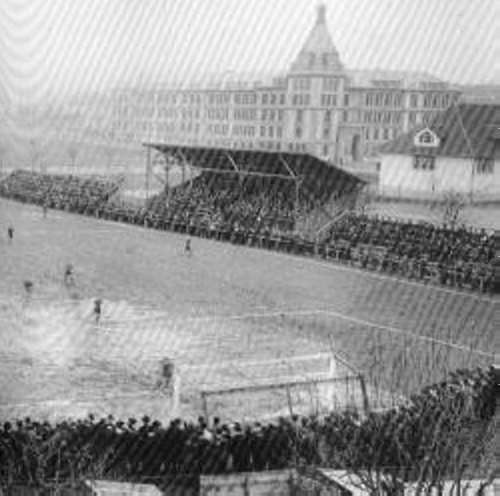
Vista del Spitalacker-Platz durante un'amichevole a tra Young Boys e Karlsruher Phönix, nel 1908

 L'identica formula fu utilizzata nel campionato di Serie B. Nel 1899-1900 e nel 1900-1901, così anche come nel 1907-1908 e nel 1908-1909 i gironi furono solamente due, Est ed Ovest, a causa del numero ridotto di squadre iscritte. Per contro, nel 1905-1906 fu necessario suddividere in due sottogruppi la zona orientale e, nel 1914-1915, quella centrale. Le vincitrici disputavano poi uno spareggio per l'ammissione alle finali.

### Il caso della stagione 1922-1923
Tuttavia, questo meccanismo era piuttosto farraginoso ed avrebbe evidenziato tutti i suoi limiti nel corso della stagione 1922-1923. Dopo l'inizio della fase finale per il titolo, al Berna fu assegnata la vittoria per 3-0 a tavolino nella partita contro il Bienna per la presenza di giocatori squalificati nelle file dei biennesi. La classifica venne così riscritta, ponendo Berna e Young Boys primi a parità di punti. Di conseguenza, le due compagini avrebbero dovuto affrontarsi in uno spareggio, il 29 aprile 1923 a Losanna, ma lo Young Boys si rifiutò di disputare l'incontro ed il Berna fu proclamato campione regionale del girone Centro. Dopo la conclusione delle finali per il titolo, vinte tra l'altro dalla stessa squadra bernese, un'ulteriore verifica portò ad assegnare al Basilea la vittoria a tavolino per 3-0 sul Berna nella partita del 4 febbraio 1923, valida per il girone, perché i bernesi avevano schierato un giocatore squalificato. Pertanto, lo Young Boys si sarebbe qualificato per la fase finale al posto del Berna.. Siccome si era giunti già a settembre 1923 e non essendoci più tempo per la disputa di un'ulteriore fase finale, nessuna squadra venne proclamata campione di Svizzera per la stagione 1922-1923.

### L'ultima edizione del 1929-1930
Nell'ultima stagione di Serie A 1929-1930, anche le seconde classificate dei tre gironi regionali furono ammesse a disputare la fase finale per il titolo, risultando composto da sei formazioni anziché le tradizionali tre. Ad aggiudicarsi il titolo di campione di Svizzera fu il Servette che chiuse il girone con quattro vittorie in altrettante partite.

### Riforma e scomparsa della Serie A
Nel 1925 i club di Serie A diedero vita alla Association Suisse de Série A (ASSA), organizzazione alla quale fu richiesto di difendere gli interessi delle società che ne facevano parte, in contrapposizione alla Zusammenschluss der unteren Serien (ZUS, letteralmente "Unione delle serie minori") fondata già nel 1921 dalle squadre di Serie B e categorie inferiori.. Le due organizzazioni, grazie alla mediazione dell'allora presidente federale Otto Eicher e la proposta avanzata dal Bienna, concordarono una riforma del calcio svizzero che avrebbe portato alla luce il campionato di Prima Lega per la sola stagione 1930-1931 e la Lega Nazionale a partire dalla stagione 1931-1932..

## Albo d'oro
| Stagione           | Girone Est          | Girone Centro                        | Girone Ovest       | Campione svizzero   |
| ------------------ | ------------------- | ------------------------------------ | ------------------ | ------------------- |
| 1898-1899 dettagli | Anglo-American      | Old Boys Basilea                     | Montriond Lausanne | Anglo-American      |
| 1899-1900 dettagli | Grasshoppers        | -                                    | Berna              | Grasshoppers        |
| 1900-1901 dettagli | Grasshoppers        | -                                    | Berna              | Grasshoppers        |
| 1901-1902 dettagli | Zurigo              | Young Boys                           | Berna              | Zurigo              |
| 1902-1903 dettagli | Zurigo              | Young Boys                           | Neuchâtel          | Young Boys          |
| 1903-1904 dettagli | San Gallo           | Old Boys Basilea                     | Servette           | San Gallo           |
| 1904-1905 dettagli | Grasshoppers        | Young Boys                           | La Chaux-de-Fonds  | Grasshoppers        |
| 1905-1906 dettagli | Winterthur          | Young Boys                           | Servette           | Winterthur          |
| 1906-1907 dettagli | Young Fellows       | Basilea                              | Servette           | Servette            |
| 1907-1908 dettagli | Winterthur          | -                                    | Young Boys         | Winterthur          |
| 1908-1909 dettagli | Winterthur          | -                                    | Young Boys         | Young Boys          |
| 1909-1910 dettagli | Aarau               | Young Boys                           | Servette           | Young Boys          |
| 1910-1911 dettagli | Zurigo              | Young Boys                           | Servette           | Young Boys          |
| 1911-1912 dettagli | Aarau               | Étoile-Sporting                      | Servette           | Aarau               |
| 1912-1913 dettagli | Aarau               | Old Boys Basilea                     | Montriond Lausanne | Montriond Lausanne  |
| 1913-1914 dettagli | Aarau               | Young Boys                           | Cantonal Neuchâtel | Aarau               |
| 1914-1915 dettagli | Brühl               | Girone 1: Aarau Girone 2: Young Boys | Servette           | Brühl               |
| 1915-1916 dettagli | Winterthur-Veltheim | Old Boys Basilea                     | Cantonal Neuchâtel | Cantonal Neuchâtel  |
| 1916-1917 dettagli | Winterthur-Veltheim | Young Boys                           | La Chaux-de-Fonds  | Winterthur-Veltheim |
| 1917-1918 dettagli | San Gallo           | Young Boys                           | Servette           | Servette            |
| 1918-1919 dettagli | Winterthur-Veltheim | Étoile-Sporting                      | Servette           | Étoile-Sporting     |
| 1919-1920 dettagli | Grasshoppers        | Young Boys                           | Servette           | Young Boys          |
| 1920-1921 dettagli | Grasshoppers        | Young Boys                           | Servette           | Grasshoppers        |
| 1921-1922 dettagli | Blue Stars Zurigo   | Lucerna                              | Servette           | Servette            |
| 1922-1923 dettagli | Young Fellows       | Berna                                | Servette           | non assegnato       |
| 1923-1924 dettagli | Zurigo              | Nordstern                            | Servette           | Zurigo              |
| 1924-1925 dettagli | Young Fellows       | Berna                                | Servette           | Servette            |
| 1925-1926 dettagli | Grasshoppers        | Young Boys                           | Servette           | Servette            |
| 1926-1927 dettagli | Grasshoppers        | Nordstern                            | Bienne             | Grasshoppers        |
| 1927-1928 dettagli | Grasshoppers        | Nordstern                            | Étoile Carouge     | Grasshoppers        |
| 1928-1929 dettagli | Grasshoppers        | Young Boys                           | Urania Ginevra     | Young Boys          |
| 1929-1930 dettagli | Grasshoppers        | Basilea                              | Bienne             | Servette            |